# Capucho
Nuno Fernando Gonçalves da Rocha (Barcelos, 1972. február 21. –) portugál válogatott labdarúgó, edző.
A Portugál labdarúgó-válogatott tagjaként részt vett az 1996. évi olimpián, a 2000-es labdarúgó-Európa-bajnokságon és a 2002-es labdarúgó-világbajnokságon.

## Statisztika

### Válogatott
| 1996     | 3  | 0 |
| 1997     | 2  | 0 |
| 1998     | 2  | 0 |
| 1999     | 5  | 1 |
| 2000     | 9  | 1 |
| 2001     | 9  | 0 |
| 2002     | 7  | 0 |
| Összesen | 37 | 2 |

### Válogatott góljai
|    | Időpont         | Helyszín                                        | Ellenfél  | Gólok | Eredmény | Kiírás                                     |
| -- | --------------- | ----------------------------------------------- | --------- | ----- | -------- | ------------------------------------------ |
| 1. | 1999. június 5. | Estádio José Alvalade, Lisszabon, Portugália    | Szlovénia | 1–0   | 1–0      | 2002-es labdarúgó-világbajnokság-selejtező |
| 2. | 2000. június 2. | Estádio Municipal de Chaves, Chaves, Portugália | Wales     | 3–0   | 3–0      | Barátságos mérkőzés                        |

## Sikerei, díjai

### Klub
- Sporting CP
  - Portugál kupa: 1994-95
- Porto
  - Portugál bajnok: 1997-1998, 1998-99, 2002-03
  - Portugál kupa: 1997-98, 1999-00, 2001-02, 2002-03
  - Portugál szuperkupa: 1998, 1999, 2001
  - UEFA-kupa: 2002-03

### Válogatott
- Portugália U20
  - U20-as labdarúgó-világbajnokság: 1991